# Дебелоопашата теснолапа торбеста мишка
Дебелоопашатата теснолапа торбеста мишка (Sminthopsis crassicaudata) е вид бозайник от семейство Торбести мишки (Dasyuridae).

## Разпространение и местообитание
Разпространен е в Австралия.